# Скандал у фігурного катання на зимових олімпійських іграх 2002
Скандал у фігурному катанні на Олімпійських іграх 2002 — суперечки, перегляд суддівських оцінок та повторне нагородження в парному фігурному катанні, яке призвело до значних змін в цьому виді спорту.

## Змагання та результати
11 лютого 2002 у Солт-Лейк-Сіті (США) на зимових Олімпійських іграх відбулися змагання пар в довільній програмі. Боротьбу за перемогу вели Олена Бережна — Антон Сіхарулідзе (Росія, лідирувала після виконання короткої програми) та Жамі Салі — Давид Пеллетьє (Канада, посідала друге місце). Бережна — Сіхарулідзе, які володіють високим рівнем якості виконання всіх елементів, виступили першими та допустили єдину незначну помилку: на приземленні з подвійного акселя партнер замість виїзду зробив крок (оступився, step-out), канадська пара виконала всі елементи в довільній програмі без помилок. Рівень майстерності і художнє уявлення програм обох пар дуже різнилися: російська (радянська) і канадська школа, які можна було оцінювати по-різному. Судді були поставлені в скрутне становище і, як часто бувало в історії фігурного катання, їх думки розділилися. Були виставлені наступні оцінки за довільну програму:
| Бережная — Сихарулидзе | RUS | CHN | USA | FRA | POL | CAN | UKR | GER | JPN |
| ---------------------- | --- | --- | --- | --- | --- | --- | --- | --- | --- |
| Техніка                | 5.8 | 5.8 | 5.7 | 5.8 | 5.7 | 5.7 | 5.8 | 5.8 | 5.7 |
| Артистизм              | 5.9 | 5.9 | 5.9 | 5.9 | 5.9 | 5.8 | 5.9 | 5.8 | 5.9 |
| Місця суддів           | 1   | 1   | 2   | 1   | 1   | 2   | 1   | 2   | 2   |
| Сале — Пеллетье        | RUS | CHN | USA | FRA | POL | CAN | UKR | GER | JPN |
| Техника                | 5.8 | 5.9 | 5.8 | 5.8 | 5.8 | 5.9 | 5.8 | 5.9 | 5.8 |
| Артистизм              | 5.8 | 5.8 | 5.9 | 5.8 | 5.8 | 5.9 | 5.8 | 5.9 | 5.9 |
| Місця суддів           | 2   | 2   | 1   | 2   | 2   | 1   | 2   | 1   | 1   |

## Суддівська бригада
| Склад суддівської бригади на змаганнях спортивних пар | Склад суддівської бригади на змаганнях спортивних пар | Склад суддівської бригади на змаганнях спортивних пар |
| Позиция                                               | Имя                                                   | Страна                                                |
| ----------------------------------------------------- | ----------------------------------------------------- | ----------------------------------------------------- |
| Судья                                                 | Рональд Пфеннінг                                      | ІСУ                                                   |
| Ассистент судьи                                       | Олександр Лакернік                                    | ІСУ                                                   |
| Судья No.1                                            | Марина Саная                                          | Росія                                                 |
| Судья No.2                                            | Чжишень Янг                                           | Китай                                                 |
| Судья No.3                                            | Люсі Бреннан                                          | США                                                   |
| Судья No.4                                            | Марі-Рен Ле Гунь                                      | Франція                                               |
| Судья No.5                                            | Анна Сірока                                           | Польща                                                |
| Судья No.6                                            | Бенуа Лавуа                                           | Канада                                                |
| Судья No.7                                            | Владислав Петухов                                     | Україна                                               |
| Судья No.8                                            | Сіссі Крік                                            | Німеччина                                             |
| Судья No.9                                            | Хідео Сугіта                                          | Японія                                                |

В результаті п'ять з дев'яти перших місць отримала російська пара, якій і були вручені золоті медалі. Канадці отримали срібні медалі.

## Суть скандалу
Після цієї події газети США і Канади вийшли з заголовками «Крижаний шторм», «Скандал на льоду», «Скейтхейт», засуджуючи цим рішення суддів. В одній зі статей «New York Times» були слова «повернулися дні холодної війни».
В той же день, після закінчення змагань французька суддя Марі-Рен Ле Гунь, повернувшись до готелю, зустріла буквально напавшу на неї англійку (яка також має і канадське громадянство) С. Степлфорд (голова техкому Міжнародного союзу ковзанярів (ІСУ)), яка відрізнялася в минулому негативним суддівством проти фігуристів з соціалістичних країн. Степлфорд, використовуючи ненормативну лексику, вимагала від Ле Гунь пояснити за «необ'єктивне», на її думку, суддівство. Після цього з Ле Гунь трапився «нервовий зрив», під час якого вона нібито зізналася, що на неї тиснув Д. Галаген (очолював французьку федерацію фігурного катання). За її словами, він просив Ле Гунь поставити російську пару на перше місце нібито «в обмін» на те, що російський член журі поставить вищі бали французькій парі в спортивних танцях. Насправді російський суддя А. Шеховцова російській парі дала 1-ше, а французької 2-ге місце. Адвокат Макс Міллер повідомив, що Гунь зазнала словесних образ та погроз фізичною розправою з боку тих, хто не поділяв її оцінки.
На наступний день, на суддівському засіданні після змагань (post-event judges 'meeting) Ле Гунь нібито повторила ці слова. Однак в письмовій заяві відмовилася від цих тверджень, пояснивши їх тиском С. Степлфорд, а також підтвердила, що вважає перемогу російської пари заслуженою. Російський арбітр Марина Саная заявила, що рефері суддівської бригади, яка обслуговувала змагання пар, американка Р. Пфеннінг, тиснула на суддів, зокрема сказавши їм, всупереч всім правилам, що Бережній — Сіхарулідзе не повинні ставити оцінки більше, ніж 5,8. Президент Федерації фігурного катання Росії Валентин Пісєєв повідомив, що за ці грубі помилки Р. Пфеннинг отримав стягнення від ІСУ.
13 лютого, відбулася пресконференція президента ІСУ О. Чінкванти, журналісти ставили обвинувальні питання та поводилися вкрай вороже. Чінкванта (сам є ковзанярем і не розбирається в тонкощах фігурного катання) повідомив, що Р. Пфеннінг подав скаргу на оцінки суддів, і це питання буде розглянуто на засіданні комітету ІСУ. Генеральний директор МОК Ж. Каррар закликав ІСУ розглянути питання якомога швидше.
15 лютого на спільній пресконференції президента ІСУ О. Чінкванти і президента МОК Ж. Рогге було оголошено про безпрецедентне рішення вперше за всю історію фігурного катання: канадцям будуть вручені золоті медалі, російській парі також були збережені золоті медалі, оскільки її провини ІСУ та МОК не побачили. Суддівський голос Ле Гунь був анульований, підсумкові бали також були анульовані. Рішення про зміну суддівських оцінок підірвало інтерес глядачів і стало однією з причин кризи в фігурному катанні. Вперше в історії відбулася безпрецедентна повторна церемонія нагородження, на якій канадцям замінили срібні медалі на золоті. Бережна — Сіхарулідзе були присутні на церемонії, пара з КНР Шень Сюе — Чжао Хунбо, які посіли третє місце, відмовилася, вважаючи це дійство фарсом.

## Наслідки скандалу
30 квітня 2002 року Ле Гунь і Галаген були відсторонені від ІСУ на 3 роки й також відсторонені від зимових Олімпійських ігор 2006 року за їх роль в скандалі. ІСУ ніколи не проводило серйозного розслідування російської участі в інциденті.
31 липня 2002 року підприємець А. Т. Тохтахунов був заарештований італійською владою у Венеції за звинуваченням США в тому, що він був одним з організаторів скандалу. Спроби його екстрадиції в США у 2002—2003 роках зазнали невдачі, й він повернувся в Росію, після того, як був звільнений італійською поліцією без пред'явлення обвинувачення. Станом на лютий 2006 року, справа не була завершена.
Скандал призвів до того, що ІСУ вирішило застосувати метод «таємного голосування», коли спочатку судді представляли не країну, а ІСУ (проте всім була відома національна приналежність суддів), а потім оцінки видавалися в міру зростання, так, щоб було незрозуміло, яким арбітром вони були виставлені. Цей же метод перейшов і в нову систему. Шестибальна система оцінок проіснувала до 2005 року, коли була офіційно замінена Новою суддівською системою (до цього в сезоні 2002—2003 років нова система тестувалася на різних змаганнях). Критики «таємного голосування» вважають, що коли не відома національна приналежність судді, то їм ще простіше блокуватися, а громадськість та ЗМІ не зможуть це контролювати.
У березні 2003 року група посадових осіб, які були незадоволені керівництвом ІСУ і кризою в фігурному катанні, оголосила про формування Всесвітньої ковзанярської федерації (World Skating Federation), в спробі взяти під контроль фігурне катання поза ІСУ. Ця спроба зазнала невдачі, і деякі з осіб, які брали участь в її формуванні, були згодом усунені від ІСУ та їх національних федерацій. У їх числі опинилися Р. Пфеннінг, С. Степлфорд, Д. Джексон та інші свідки «нервового зриву» Ле Гунь.